# Katedrála svatého Štěpána (Sens)

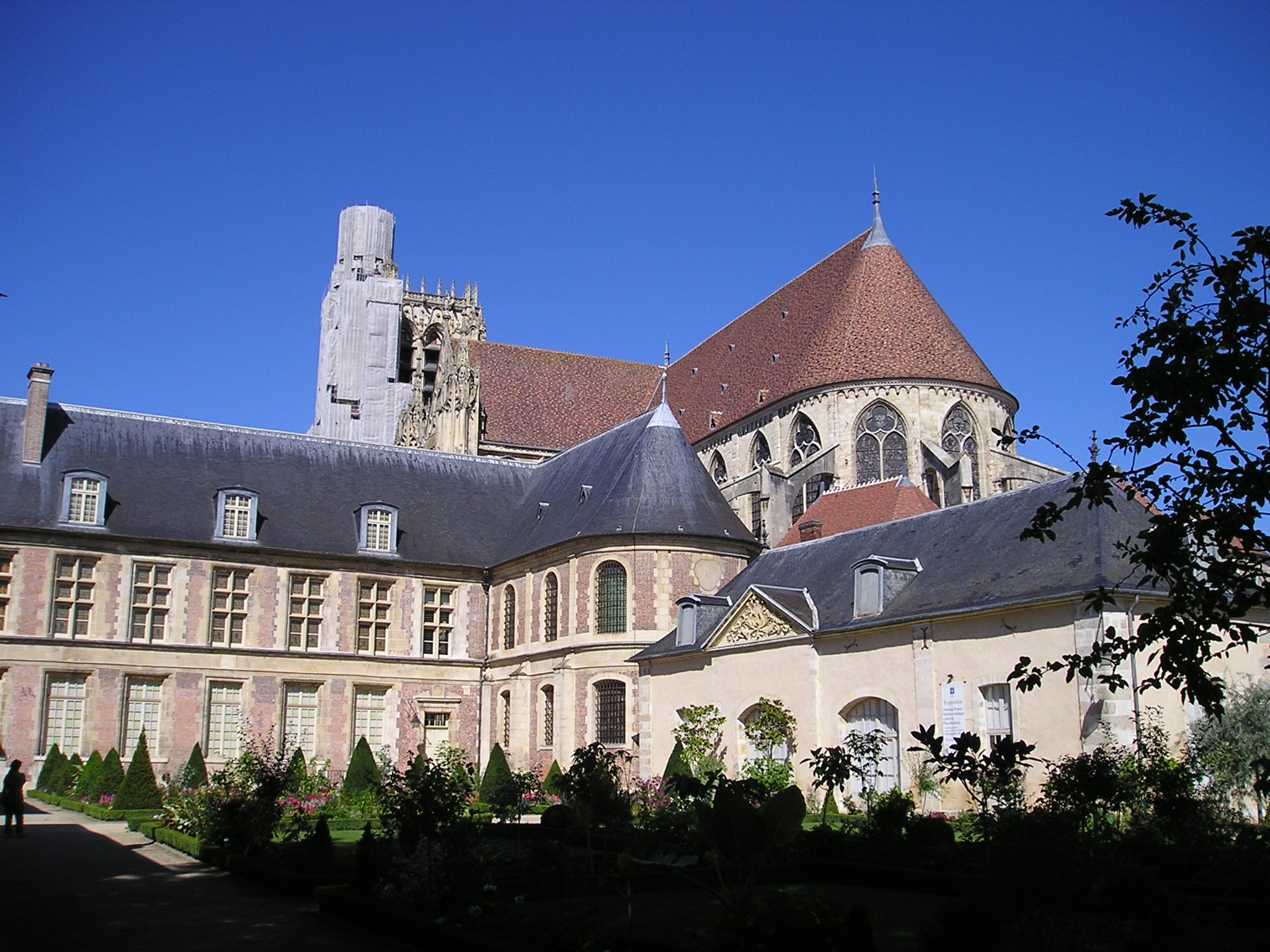
Katedrála v Sens a arcibiskupský palác

Katedrála svatého Štěpána v Sens je jedna z prvních gotických katedrál. Byla založena na místě starší katedrály z 10. století roku 1135 jako sídlo arcibiskupa, jemuž bylo podřízeno i biskupství pařížské. Arcibiskup Sanglier povolal architekta Viléma ze Sens, který zvolil dosud neobvyklý způsob lomených oblouků a lehké žebrové klenby.
Chór byl vysvěcen roku 1164 papežem Alexandrem III., západní průčelí však bylo dokončeno až koncem 13. století. Původně byla stavěna bez příčné lodi, s jedinou pravoúhlou kaplí v ose chóru a šestidílnými klenbami. V letech 1490-1517 byla vestavěna příční loď ve slohu pozdní gotiky a v téže době vznikly vitráže v příční lodi i v chóru, dílo místního mistra Jeana Cousina a jeho syna. Rekonstrukce velké věže pokračovala až do roku 1532.
V sousedství katedrály stojí i další chrámové budovy, synodální palác ze 12. století a bývalý arcibiskupský palác, dnes muzeum.

## Rozměry katedrály
- Délka: 122 m
- Výška jižní věže: 78 m
- Šířka průčelí: 48 m
- Délka příční lodi: 48 m
- Výška klenby hlavní lodi: 24 - 27 m
- Šířka uvnitř: 27,5 m
- Šířka hlavní lodi: 15,25 m

## Galerie

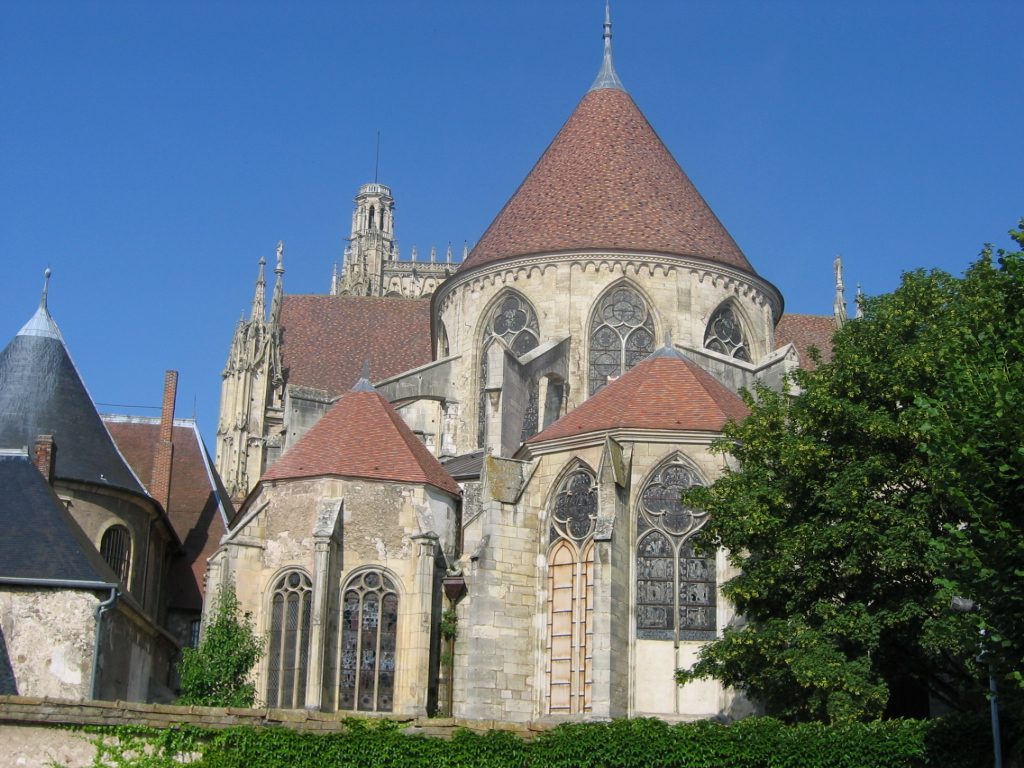
Katedrála od východu
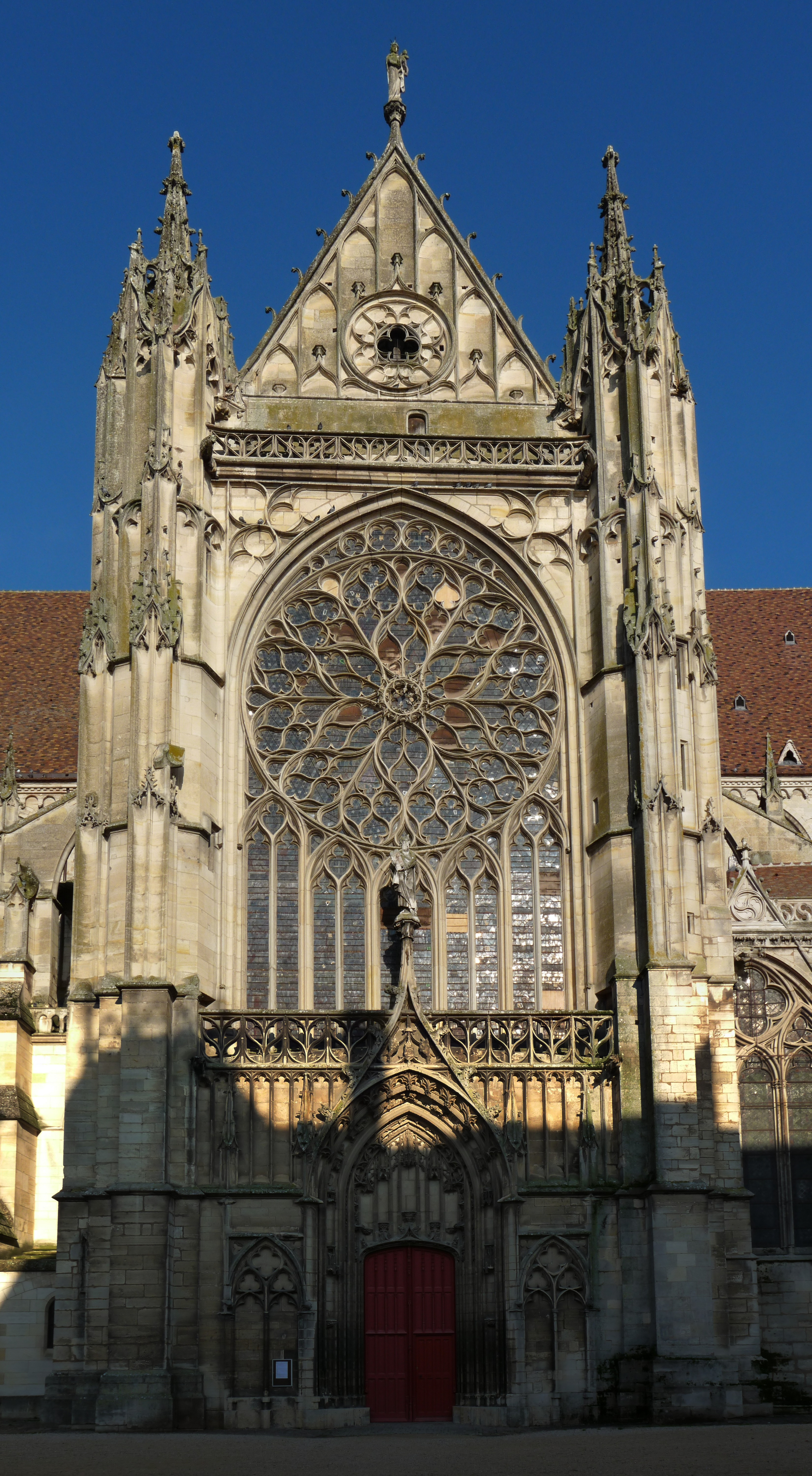
Jižní průčelí s rozetou
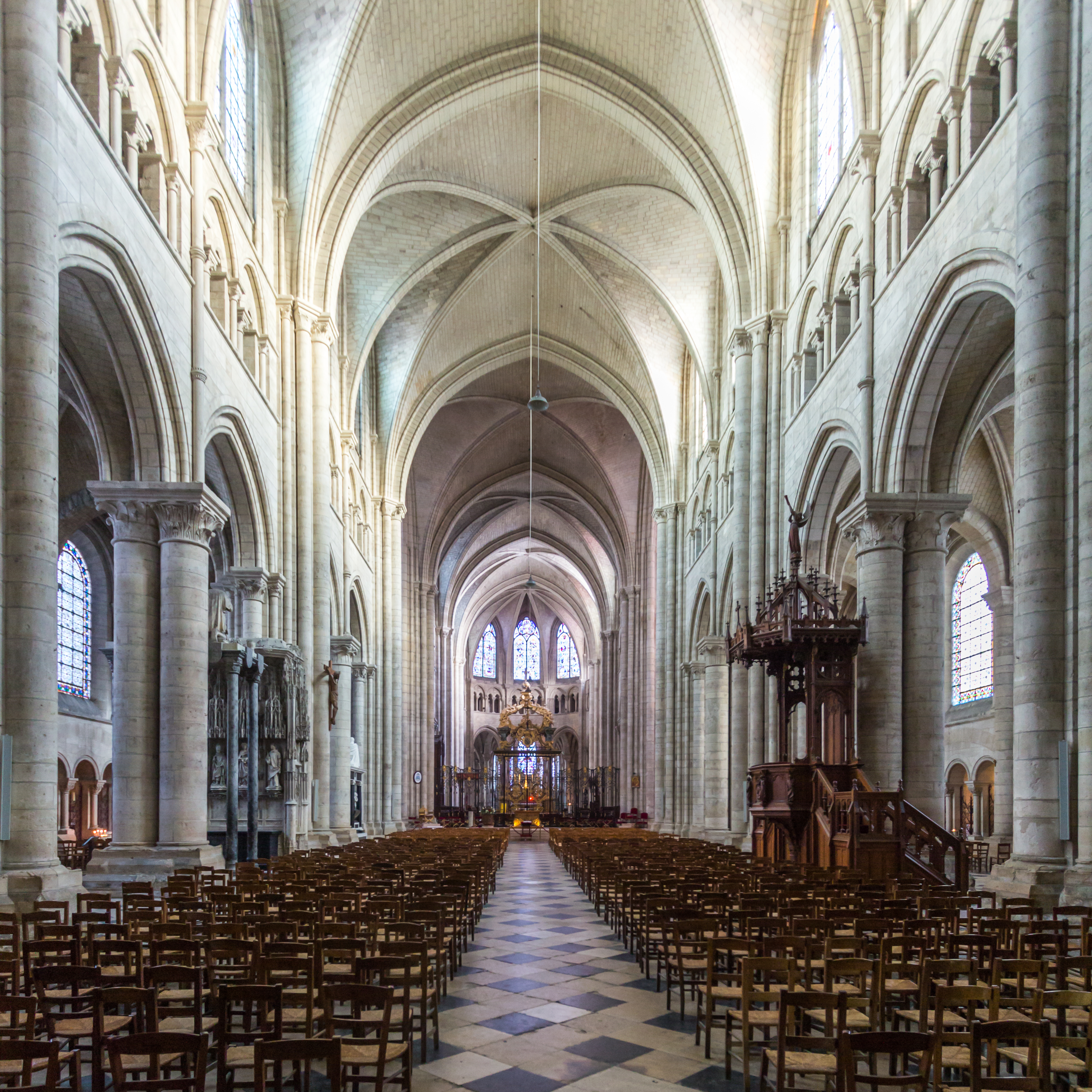
Interiér katedrály (12. stol.)
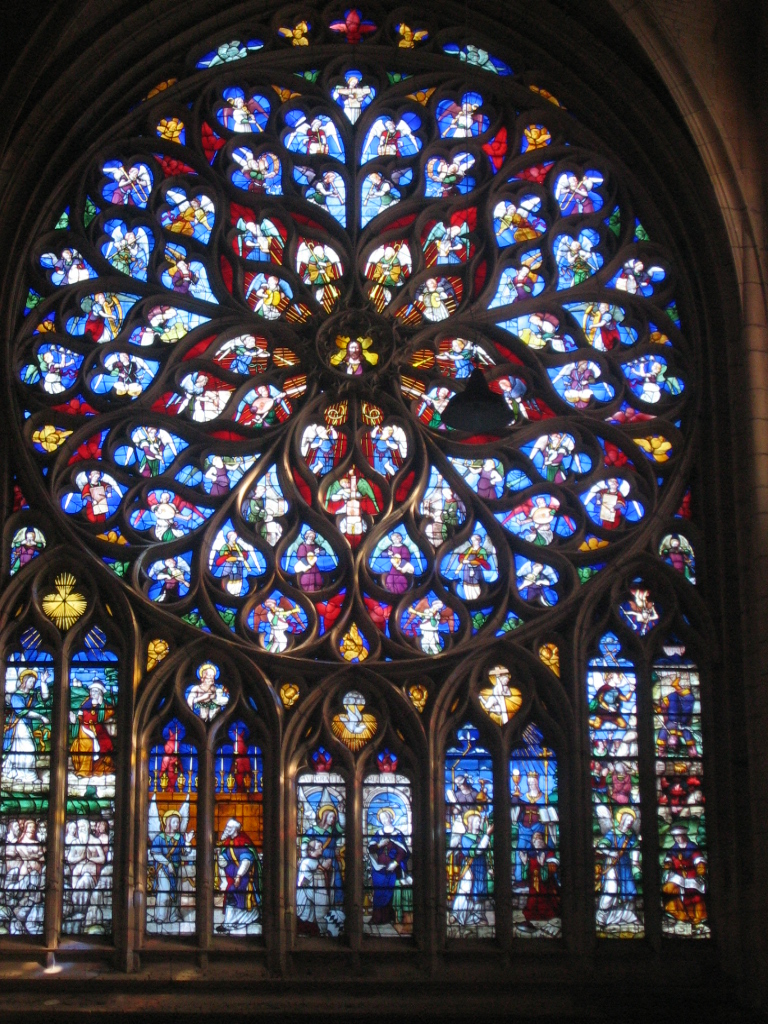
Severní růžice s vitrážemi
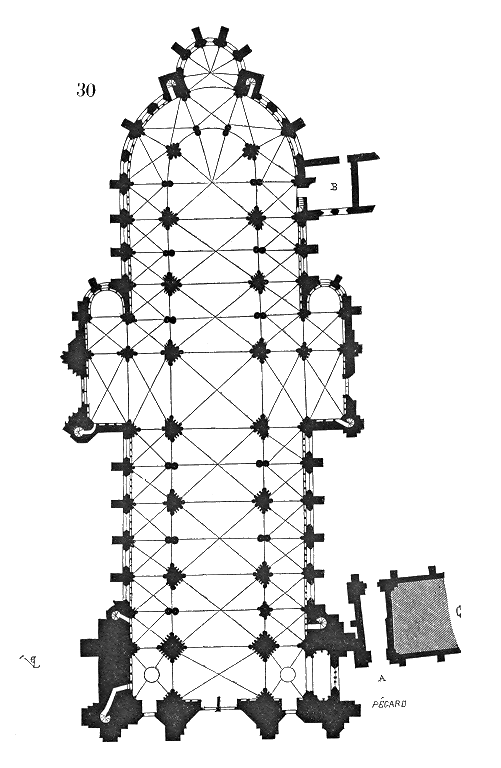
Půdorys katedrály
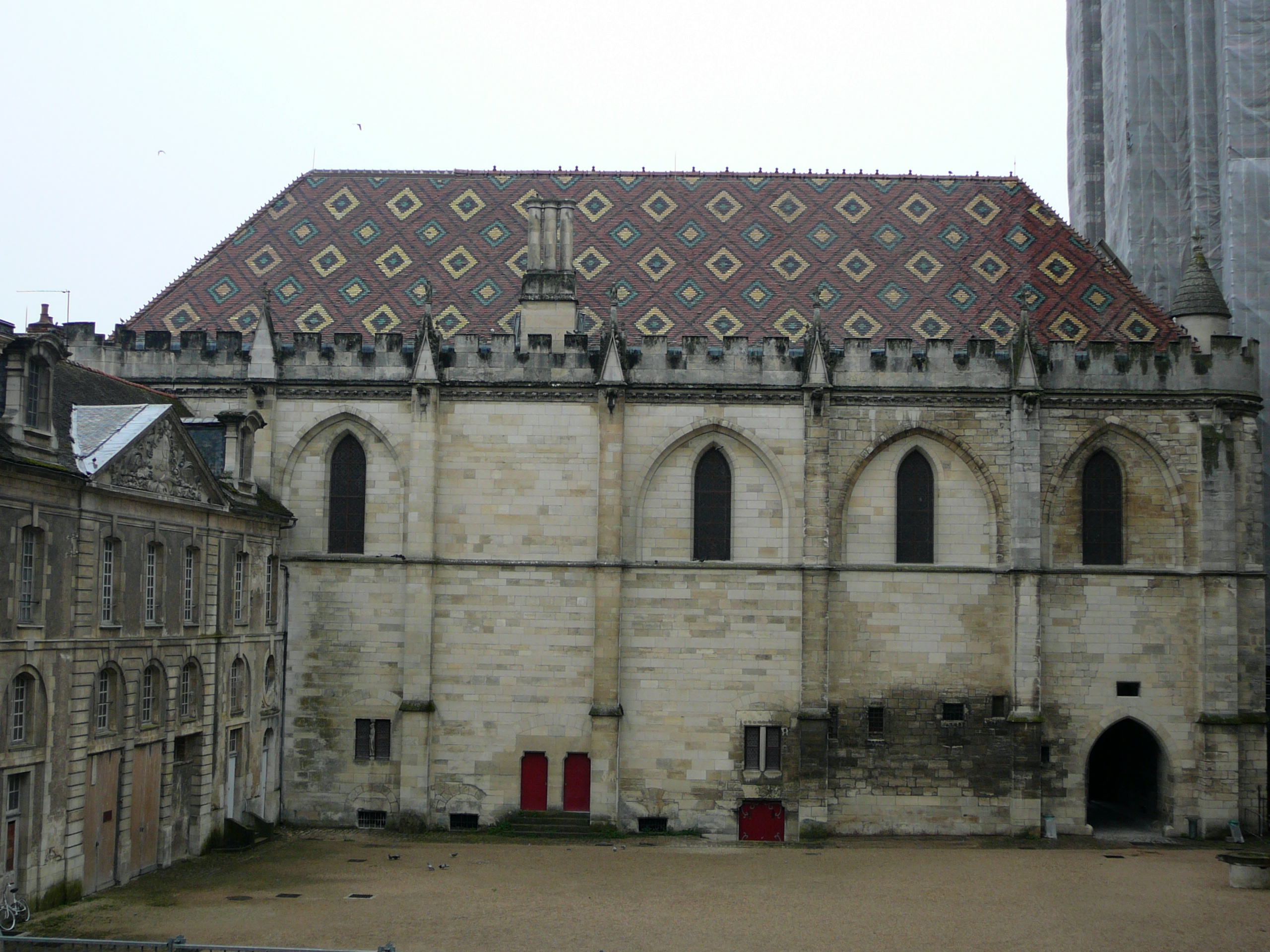
Synodální palác (12. stol.)